# Iglesia de Nuestra Señora de la Asunción (Rueda)
La iglesia de Santa María de la Asunción es una iglesia localizada en el municipio español de Rueda, en la provincia de Valladolid, comunidad autónoma de Castilla y León. Fue declarada bien de interés cultural con la categoría de monumento el 17 de octubre de 2013.

## Descripción
Se trata de una imponente construcción, ubicada en la calle principal del casco urbano de Rueda, en una posición central totalmente insertada en la trama urbana, adosándose a la edificación residencial contigua, que conforma la manzana en que se ubica, la iglesia adquiere una preponderancia absoluta, que marca el carácter barroco de la construcción, convirtiéndola en hito tanto dentro de la trama como dentro del paisaje cercano del municipio.
La construcción del templo se llevó a cabo con las trazas de Manuel Serrano en el siglo XVIII; y se terminó a mediados de dicho siglo, tras numerosos avatares como el hundimiento de la media naranja del crucero y alguna otra bóveda. Es destacable la envergadura del edificio al elevarse con fecha posterior la cubierta de la nave central, sustituyendo la armadura original por otra que ha llegado hasta la actualidad.
La iglesia posee tres naves, diferenciándose notablemente en anchura y altura la nave central de las dos laterales. En sentido longitudinal constituyen el espacio interior cuatro tramos y amplio crucero que se remata con la capilla mayor alojada en la cabecera y flanqueada por dos capillas, de aproximadamente mitad de anchura que ésta.
Se cubren cada uno de los espacios que conforman los tramos con bóvedas barrocas, de diferente trazado geométrico en nave central y naves laterales; todas ellas revestidas con yeserías de gran calidad constructiva y enorme interés artístico. El tramo central del crucero, se cubre con cúpula semiesférica de ocho gajos sobre pechinas, y también se termina con decoración de yesería. Sobre el mismo se eleva un cimborrio octogonal, destacando al exterior por su importante volumen. La capilla mayor se cubre con bóveda de cañón, al igual que la del tramo primero sobre el coro.
Al exterior, el templo se construye de fábrica de ladrillo sobre zócalo de piedra. Son destacables tanto la portada barroca como la torre de cinco cuerpos, adosada al templo con curiosa situación entre la nave de la Epístola y el brazo del crucero del mismo lado.
Destacan en la fachada principal los dos torreones circulares que la flanquean en toda su altura, rematados con sendos chapiteles de pizarra. El cuerpo central de esta fachada, ofrece en limitado espacio, un amplio movimiento que incluye en su interior variada ornamentación en piedra: desde la exclusivamente geométrica que enmarca la puerta, o la decoración vegetal de zonas superiores del cuerpo bajo, y la figuración que se incluye en su cuerpo superior en hornacina central (imagen de la Asunción) rodeada de varias figuras aladas de serafines.
La torre se construye también en ladrillo, con cinco cuerpos. Los cuatro primeros sobre base cuadrada que se eleva prácticamente con la misma dimensión desde la base hasta la balaustrada que corona los mismos. A partir de esta última, se retranquea la fábrica que constituirá el último cuerpo, el quinto, que se rematará con cúpula y chapitel. Todo el volumen de la torre se construye en ladrillo, ofreciendo una factura impecable desde el punto de vista arquitectónico.